# Брезолет
Брезолет (фр. Bresolettes) насеље је и општина у северној Француској у региону Доња Нормандија, у департману Орн која припада префектури Мортањ о Перш.
По подацима из 2011. године у општини је живело 22 становника, а густина насељености је износила 3,77 становника/km². Општина се простире на површини од 5,84 km². Налази се на средњој надморској висини од 270 метара (максималној 297 m, а минималној 244 m).

## Демографија
| 1962. | 1968. | 1975. | 1982. | 1990. | 1999. | 2011. |
| ----- | ----- | ----- | ----- | ----- | ----- | ----- |
| 39    | 47    | 24    | 18    | 12    | 21    | 22    |

График промене броја становника у току последњих година